# Taylor Tran
Taylor Tran (ur. 15 września 1992 w Loma Linda) – amerykańska łyżwiarka figurowa reprezentująca Litwę, startująca w parach tanecznych z Sauliusem Ambrulevičiusem. Uczestniczka mistrzostw świata i Europy, medalistka zawodów międzynarodowych oraz mistrzyni Litwy (2015). Zakończyła karierę sportową 15 kwietnia 2017 roku.

## Osiągnięcia

### Z Sauliusem Ambrulevičiusem (Litwa)
| Zawody                        | 14–15          | 15–16          | 16–17          |                |                |                |                |                |                |                |                |                |                |                |                |                |                |
| Międzynarodowe                | Międzynarodowe | Międzynarodowe | Międzynarodowe | Międzynarodowe | Międzynarodowe | Międzynarodowe | Międzynarodowe | Międzynarodowe | Międzynarodowe | Międzynarodowe | Międzynarodowe | Międzynarodowe | Międzynarodowe | Międzynarodowe | Międzynarodowe | Międzynarodowe | Międzynarodowe |
| ----------------------------- | -------------- | -------------- | -------------- | -------------- | -------------- | -------------- | -------------- | -------------- | -------------- | -------------- | -------------- | -------------- | -------------- | -------------- | -------------- | -------------- | -------------- |
| Mistrzostwa świata            |                |                | 30             |                |                |                |                |                |                |                |                |                |                |                |                |                |                |
| Mistrzostwa Europy            | 24             | 25             | 18             |                |                |                |                |                |                |                |                |                |                |                |                |                |                |
| CS Finlandia Trophy           |                |                | 8              |                |                |                |                |                |                |                |                |                |                |                |                |                |                |
| CS Memoriał Ondreja Nepeli    |                |                | 9              |                |                |                |                |                |                |                |                |                |                |                |                |                |                |
| CS U.S. International Classic |                | 8              |                |                |                |                |                |                |                |                |                |                |                |                |                |                |                |
| CS Warsaw Cup                 |                | 6              |                |                |                |                |                |                |                |                |                |                |                |                |                |                |                |
| Autumn Classic International  |                | 7              |                |                |                |                |                |                |                |                |                |                |                |                |                |                |                |
| Bavarian Open                 |                | 11             |                |                |                |                |                |                |                |                |                |                |                |                |                |                |                |
| Memoriał Pavla Romana         |                | 2              |                |                |                |                |                |                |                |                |                |                |                |                |                |                |                |
| Tallinn Trophy                | 5              |                |                |                |                |                |                |                |                |                |                |                |                |                |                |                |                |
| Krajowe                       |                |                |                |                |                |                |                |                |                |                |                |                |                |                |                |                |                |
| Mistrzostwa Litwy             | 1              |                |                |                |                |                |                |                |                |                |                |                |                |                |                |                |                |

### Z Semenem Kaplunem (Stany Zjednoczone)
| Mistrzostwa Stanów Zjednoczonych | 13 |